# Cryptophagus schmidti
Cryptophagus schmidti är en skalbaggsart som beskrevs av Sturm 1845. Cryptophagus schmidti ingår i släktet Cryptophagus, och familjen fuktbaggar. Arten har ej påträffats i Sverige.